# Belgische kwalificatie voor het wereldkampioenschap voetbal 2010
België nam van september 2008 tot oktober 2009 deel aan de kwalificatiecampagne voor het WK 2010 in Zuid-Afrika, maar wist zich niet te plaatsen voor het eindtoernooi. Tijdens de onsuccesvolle campagne werd bondscoach René Vandereycken ontslagen.

## Kwalificatie

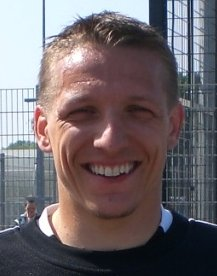
Wesley Sonck werd topschutter van de campagne met zes doelpunten.

Na het behalen van de vierde plaats op de Olympische Spelen in Peking nam het enthousiasme rond de nationale ploeg opnieuw toe. Omdat tal van spelers die op het toernooi hadden uitgeblonken ook al deel uitmaakten van de selectie van bondscoach René Vandereycken ontstond het geloof dat België zich ditmaal wel zou kwalificeren voor het WK.
België begon op 6 september 2008 in Sclessin aan de WK-kwalificatiecampagne. Tegenstander Estland werd voor eigen volk met 3-2 verslagen dankzij doelpunten van Wesley Sonck (2x) en Steven Defour. Vier dagen later volgde de moeilijke verplaatsing naar Turkije. De Rode Duivels kwamen in Istanboel voor de rust op voorsprong via een kopbal van Sonck. Na meer 70 minuten kreeg Turkije een lichte strafschop na hands van Axel Witsel. De penalty werd door Emre omgezet.
Een maand later kregen de Duivels Armenië op bezoek. Het werd 2-0 na doelpunten van Sonck en Marouane Fellaini in de eerste helft. Vier dagen later volgde het cruciale duel tegen Europees kampioen Spanje. De Rode Duivels speelden een verdienstelijke wedstrijd en zagen onder meer een doelpunt van Fellaini onterecht afgekeurd worden wegens buitenspel. Uiteindelijk won Spanje met 1-2 dankzij een laat doelpunt van David Villa. Sonck scoorde in het duel zijn vijfde doelpunt in vier kwalificatiewedstrijden.
Eind maart 2009 begon België aan de eerste van twee opeenvolgende confrontaties met Bosnië en Herzegovina. De eerste wedstrijd werd gespeeld in de Cristal Arena in Genk. België kwam 0-1 achter en zag hoe er vervolgens vuurpijlen vanuit het Bosnische supportersvak op het veld werden geschoten. Toen België later gelijkmaakte, werden er opnieuw verschillende vuurpijlen afgeschoten. De tumultueuze wedstrijd werd daardoor stilgelegd en de spelers trokken zich zo'n tien minuten terug in de kleedkamers. Na de korte pauze gaven de Duivels de wedstrijd volledig uit handen. Bosnië won uiteindelijk met 2-4. Mousa Dembélé en opnieuw Sonck zorgden voor de twee Belgische treffers.
Enkele dagen later trokken de Belgen naar Bosnië. Na minder dan een kwartier spelen keken de Duivels al tegen 2-0-achterstand aan door twee doelpunten van Edin Džeko. Na een uur werd Axel Witsel uitgesloten en verdween de laatste hoop op een sportieve wederopstanding. Het werd uiteindelijk nog 2-1 na een late aansluitingstreffer van Gill Swerts.
Door de twee pijnlijke nederlagen tegen Bosnië en Herzegovina kwam bondscoach René Vandereycken opnieuw onder vuur te liggen. Het positivisme waarmee de campagne begonnen was, had plaats geruimd voor teleurstelling. Op 7 april 2009, zes dagen na de nederlaag in Bosnië, werd Vandereycken ontslagen. In de nasleep van het ontslag lekte in de pers uit hoe slecht het gesteld was met de mentaliteit van de spelers en de sfeer in en rond de nationale ploeg. Zo was het na Bosnië-België tot een opstootje gekomen tussen Stijn Stijnen en Sébastien Pocognoli.
De Koninklijke Belgische Voetbalbond (KBVB) stelde in mei 2009 de Nederlander Dick Advocaat aan als nieuwe bondscoach. Aanvankelijk zou hij pas na de WK-kwalificatiecampagne aan de slag gaan. In afwachting van Advocaat werd de nationale ploeg geleid door assistent-bondscoach Frank Vercauteren.
Ter voorbereiding op de laatste kwalificatiewedstrijden nam Vercauteren met de nationale ploeg deel aan de Kirin Cup in Japan. Door de slechte sfeer die rond de Rode Duivels hing, haakten verscheidene internationals af voor het vriendschappelijk toernooi. Daardoor mochten jongeren als Toby Alderweireld, Radja Nainggolan, Geoffrey Mujangi Bia en Jelle Vossen hun debuut maken voor de nationale ploeg.
Op 5 september 2009 trok Vercauteren met de Rode Duivels naar Spanje. In doel maakte Jean-François Gillet zijn debuut voor België. Het kwalificatieduel werd met zware cijfers verloren. Het werd 5-0 na goals van David Villa (2x), David Silva (2x) en Fernando Torres. Vier dagen later gingen de Belgen ook verliezen in Armenië. Het werd 2-1; Daniel Van Buyten scoorde het enige Belgische doelpunt. Hoewel de WK-kwalificatiecampagne nog niet was afgelopen, hield Vercauteren het na de nederlaag tegen Armenië voor bekeken:

Ik heb de mensen van het bestuur en de spelers samengeroepen om te zeggen dat ik de eer bij mezelf houd en ermee stop. Ik blijf beschikbaar voor het Belgisch voetbal en de bond. We zullen wel discussiëren... Maar niet in deze taak, want ik kan me met deze prestatie en dit team niet vereenzelvigen. Punt aan de lijn.

Door het onverwachte ontslag van Vercauteren werd Advocaat reeds eind september 2009 voorgesteld als nieuwe bondscoach van België. Na zijn aanstelling verklaarde de Nederlander dat onder meer doelman Stijn Stijnen, die onder Vandereycken de onbetwiste nummer één was, zou moeten bewijzen dat hij een plaats in de basis waard was. Enkele dagen later nam Stijnen afscheid van de nationale ploeg. De doelman vond het niet kunnen dat het nieuws dat hij zijn basisplaats zou kwijtspelen onder Advocaat, aan de pers werd gelekt door keeperstrainer Francky Vandendriessche. Op 6 oktober 2009 werd Vandendriessche ontslagen. In die dagen kwam er ook kritiek van Vercauteren en Stijnen op dubbele functie van Philippe Collin, voorzitter van de Technische Commissie van de KBVB en tevens bestuurslid van RSC Anderlecht.
Op 10 oktober 2009 werkten de Rode Duivels hun eerste interland onder Advocaat af. Voor eigen volk won België met 2-0 van Turkije. Émile Mpenza scoorde beide doelpunten. Vier dagen later trok de nationale ploeg naar Estland. De laatste kwalificatiewedstrijd werd met 2-0 verloren. Daardoor sloot België de kwalificatiecampagne af op de vierde plaats, met twintig punten achterstand op groepswinnaar Spanje.

### Kwalificatieduels
| 6 september 2008  | België                | 3 – 2 | Estland               |
| 10 september 2008 | Turkije               | 1 – 1 | België                |
| 11 oktober 2008   | België                | 2 – 0 | Armenië               |
| 15 oktober 2008   | België                | 1 – 2 | Spanje                |
| 28 maart 2009     | België                | 2 – 4 | Bosnië en Herzegovina |
| 1 april 2009      | Bosnië en Herzegovina | 2 – 1 | België                |
| 5 september 2009  | Spanje                | 5 – 0 | België                |
| 9 september 2009  | Armenië               | 2 – 1 | België                |
| 10 oktober 2009   | België                | 2 – 0 | Turkije               |
| 14 oktober 2009   | Estland               | 2 – 0 | België                |

### Stand groep 5
| Team                  | Wed | W  | G | V | DV | DT | +/- | Ptn |
| --------------------- | --- | -- | - | - | -- | -- | --- | --- |
| Spanje                | 10  | 10 | 0 | 0 | 28 | 5  | 23  | 30  |
| Bosnië en Herzegovina | 10  | 6  | 1 | 3 | 25 | 13 | 12  | 19  |
| Turkije               | 10  | 4  | 3 | 3 | 13 | 10 | 3   | 15  |
| België                | 10  | 3  | 1 | 6 | 13 | 20 | -7  | 10  |
| Estland               | 10  | 2  | 2 | 6 | 9  | 24 | -15 | 8   |
| Armenië               | 10  | 1  | 1 | 8 | 6  | 22 | -16 | 4   |

### Technische staf
|                 |                         |               |                                                              |
| Functie         | Naam                    | Nationaliteit | Opmerking                                                    |
| Bondscoach      | Dick Advocaat (foto)    | Nederland     | Vanaf 22 september 2009.                                     |
| Assistent-coach | Bert van Lingen         | Nederland     | Vanaf 22 september 2009.                                     |
| Assistent-coach | Marc Wilmots            | België        | Vanaf 28 september 2009.                                     |
| Bondscoach      | René Vandereycken       | België        | Ontslagen op 7 april 2009.                                   |
| Assistent-coach | Frank Vercauteren       | België        | Bondscoach ad-interim van 8 april 2009 tot 9 september 2009. |
| Keeperstrainer  | Francky Vandendriessche | België        | Van 1 juli 2009 tot 6 oktober 2009.                          |
| Keeperstrainer  | Theo Custers            | België        | Tot 30 juni 2009.                                            |

## Uitrustingen
Sportmerk: Nike
| Thuis | Uit | Doelman | Doelman |

## Doelpuntenmakers
| Naam              | Goals | GW |
| ----------------- | ----- | -- |
| Wesley Sonck      | 6     | 8  |
| Émile Mpenza      | 2     | 2  |
| Marouane Fellaini | 1     | 8  |
| Mousa Dembélé     | 1     | 8  |
| Steven Defour     | 1     | 7  |
| Daniel Van Buyten | 1     | 6  |
| Gill Swerts       | 1     | 6  |

KBVB · A-internationals · Selecties · Statistieken · Bondscoaches · Belgisch vrouwenelftal · Olympisch elftal · België U21 · België U20 · België U19 · België U18 · België U17 · België U16 · Vrouwen U19 · Vrouwen U17
Albanië ·
Algerije ·
Andorra ·
Argentinië ·
Armenië ·
Australië ·
Azerbeidzjan ·
Bosnië en Herzegovina · 
Brazilië ·
Bulgarije ·
Burkina Faso ·
Canada ·
Chili ·
Colombia ·
Costa Rica ·
Cyprus ·
DDR ·
Denemarken ·
Duitsland ·
Egypte ·
El Salvador ·
Engeland ·
Estland ·
Faeröer ·
Finland ·
Frankrijk ·
Gabon ·
Gibraltar ·
Griekenland ·
Hongarije ·
Ierland ·
IJsland ·
Irak ·
Israël ·
Italië ·
Ivoorkust ·
Japan ·
Joegoslavië ·
Kazachstan ·
Kroatië · 
Letland ·
Litouwen ·
Luxemburg ·
Malta ·
Marokko ·
Mexico ·
Montenegro · 
Nederland ·
Noord-Ierland ·
Noord-Macedonië ·
Noorwegen ·
Oekraïne ·
Oostenrijk ·
Panama · 
Paraguay ·
Peru ·
Polen ·
Portugal ·
Qatar ·
Roemenië ·
Rusland ·
San Marino ·
Saoedi-Arabië ·
Schotland ·
Servië ·
Servië en Montenegro ·
Slovenië ·
Slowakije ·
Sovjet-Unie ·
Spanje ·
Tsjechië ·
Tsjecho-Slowakije ·
Tunesië · 
Turkije · 
Uruguay · 
Verenigde Staten · 
Wales · 
Wit-Rusland ·
Zambia · 
Zuid-Korea · 
Zweden · 
Zwitserland
Algerije (2014) ·
Argentinië (2014) · 
Brazilië (2018) · 
Canada (2022) · 
Denemarken (2021) · 
Engeland (2018, 1) · 
Engeland (2018, 2) · 
Finland (2021) · 
Frankrijk (1904) ·
Frankrijk (2018) · 
Ierland (2016) · 
Italië (2016) · 
Italië (2021) · 
Japan (2018) · 
Kroatië (2022) · 
Marokko (2022) · 
Nederland (1985) · 
Panama (2018) ·
Polen (1982) · 
Portugal (2021) · 
Rusland (2014) · 
Rusland (2021) · 
Sovjet-Unie (1982) · 
Tunesië (2018) · 
Verenigde Staten (2014) ·
West-Duitsland (1980) · 
Zuid-Korea (2014)